# بوبشت
بوبشت هي بلدية تقع في إقليم أرجيش في رومانيا.